# Llet de Pasqua
La llet de Pasqua, llet de Quaresma o llet basca són unes postres de llet cuita amb farina i sucre. Normalment es presenten en forma de petites porcions fregides en oli i banyades en sucre i canyella. Són típiques del País Basc, Navarra, el nord d'Aragó, els Pirineus i la zona del cantàbric espanyol. A causa de l'emigració moderna, també se'n fa a la Catalunya Nord, on rep el nom de llet de Pasqua, a la zona dels Pirineus catalans (Vall d'Aran, Pallars Sobirà, Alta Ribagorça, Cerdanya i Alt Urgell), al sud de França (Pirineus Atlàntics, Alts Pirineus, Arieja, Gers i a Tolosa de Llenguadoc, Alta Garona). També s'han estès per la resta de la península Ibèrica, per Castella i Lleó i la Comunitat de Madrid. Són unes postres que es fan tradicionalment durant la quaresma i per Dilluns de Pasqua.

## Recepta
Els ingredients principals són llet, sucre, farina de blat, farina de blat de moro i ous. S'hi pot afegir pell de llimona i canyella per aromatitzar la llet. Per fregir les porcions s'arrebossen en farina i en ou batut i després es fan fregir en una paella amb oli de gira-sol.
Es bat la llet amb la farina de blat de moro, la farina de blat i els ous. D'altra banda, es fa escalfar una altra quantitat de llet per aromatitzar-la amb canyella i pell de llimona. Després es barregen totes dues quantitats de llet i es fan coure fins que tinguin una textura molt pastosa, com una massa compacta. Es deixa refredar durant dues hores a la nevera i després se'n fan porcions petites, s'arrebossen en farina i en ou batut i es fregeixen en oli de gira-sol.